# Hlíðarendi (stadion)
A Hlíðarendi (izlandi kiejtés: [ˈl̥iːðaˌrɛntɪ]) egy többcélú stadion Reykjavíkban, Izlandon. Valur labdarúgó-, kosárlabda- és kézilabdacsapatainak otthoni pályája. A futballstadionban 2465 néző fér el, ebből 1201 ülőhely. A fedett pályán 1300 ember foglalhat helyet. 
A stadion építését 2004-ben kezdték, és a fedett stadiont 2007. szeptember 7-én nyitották meg, míg a szabadtéri futballstadiont 2008. május 25-én nyitották meg. A Vodafone nevét 2007-től és 2015-ig viselte. 2018 júniusában a klub ötéves szponzori szerződést írt alá az Origóval, amelynek értelmében a futballstadion neve Origovöllurinn lett, a kézilabda / kosárlabda stadion pedig Origo-höllin (Origo aréna).